# Biduino
Biduino (... – ...) est un sculpteur italien du Moyen Âge de style romano-pisan qui fut actif entre 1173 et 1194.

## Œuvres
- Architraves de la façade de l'église San Salvatore, Lucques
- Sculpture de la façade du  Duomo de Pise
- Évangélistes de la Pieve di San Casciano a Settimo (1180 environ), Pise
- Un chapiteau restant de la Pieve de Vorno, frazione de Capannori

## Sources
- (it) Cet article est partiellement ou en totalité issu de l’article de Wikipédia en italien intitulé « Biduino » (voir la liste des auteurs).